# Martin Hengel

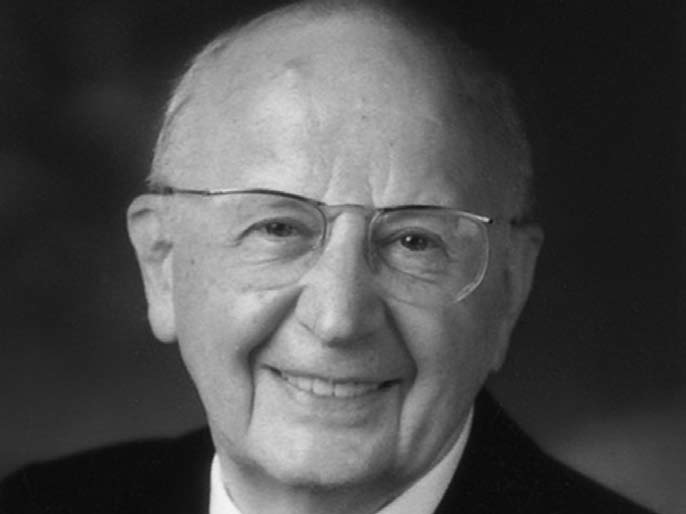

Martin Hengel (Reutlingen, 14 december 1926 – Tübingen, 2 juli 2009) was een Duits luthers theoloog. Hij was gespecialiseerd in de Tweede Tempel- of hellenistische periode van het vroege jodendom, de periode tussen 200 v.Chr. en 200 n.Chr. Hij was hoogleraar Nieuwe Testament en vroeg jodendom aan de Universiteit van Tübingen. Hij was gespecialiseerd in de vroege periode van het rabbijnse jodendom, het vroege christendom en de christologie. 

## Opleiding
Van Hengel werd verwacht dat hij de leiding van het grote textielbedrijf van zijn vader zou overnemen.  Hij ging echter toch theologie studeren (in Tübingen en Heidelberg), maar was daarna vele jaren in het familiebedrijf werkzaam en deed een groot deel van het schrijven van zijn dissertatie en Habilitationsschrift in zijn vrije tijd. Hij promoveerde in 1959 in Tübingen op een uitvoerige studie over de religieus gemotiveerde Joodse guerrillabeweging van de zeloten: Die Zeloten: Untersuchungen zur jüdischen Freiheitsbewegung in der Zeit von Herodes I bis 70 n. Chr. Hengel verkreeg grote bekendheid in 1967 met zijn Judentum und Hellenismus: Studien zu ihrer Begegnung unter besonderer Berücksichtigung Palästinas bis zur Mitte des 2. Jh.s v. Chr. In dit bijna 700 pagina's tellende werk betoogde hij dat al in de voorchristelijke tijd het jodendom niet alleen in de diaspora maar ook in de Joods Palestina zozeer door de sinds de verovering van het Midden-Oosten door Alexander de Grote dominant geworden Griekse cultuur is beïnvloed dat het niet langer houdbaar is een onderscheid te maken tussen enerzijds een gehelleniseerd diasporajodendom en anderzijds een van hellenisering gevrijwaard jodendom in Palestina. 

## Loopbaan
Pas halverwege de jaren zestig, toen Van Hengel bijna veertig was, lukte het hem een academische loopbaan te beginnen. Hij was gedurende enkele jaren hoogleraar in Erlangen en werd in 1972 professor in het Nieuwe Testament en het vroege jodendom aan de Eberhardt Karls Universität te Tübingen; hier werd hij tevens directeur van het Institut für antikes Judentum und hellenistische Religionsgeschichte. In Tübingen ontwikkelde Hengel een ongeëvenaarde activiteit. Naast een druk collegeprogramma zag hij kans om samen met collega's een aantal succesvolle monografieënreeksen op te zetten: de Wissenschaftliche Untersuchungen zum Neuen Testament; de Übersetzung des Talmud Yerushalmi; de Texte und Studien zum Antiken Judentum en de Arbeiten zur Geschichte des antiken Judentums und des Urchristentums (ook wel bekend als Ancient Judaism and Early Christianity). Daarnaast begeleidde Hengel een stroom van promovendi, zowel uit Duitsland als uit andere landen. Hij publiceerde honderden artikelen, en enkele tientallen boeken op uiteenlopende terreinen, waarvan de meeste vertaald werden in het Engels en diverse andere talen. 
Hengel verwierf zes buitenlandse eredoctoraten (Uppsala, St. Andrews, Cambridge, Durham, Straatsburg en Dublin) en werd tot lid gekozen van de Heidelberger Akademie der Wissenschaften, de Britse Academy en de Koninklijke Nederlandse Akademie van Wetenschappen. In 1996 kreeg hij een "Festschrift"met als titel Geschichte - Tradition - Reflexion. Het omvatte drie delen: 1. Judentum; 2. Griechische und Römische Religion; 3. Frühes Christentum. Niet minder dan 100 geleerden uit alle delen van de wereld getuigden hierin Hengel eer met essays op de drie terreinen waarop hij zich met zoveel gemak had bewogen.